# Bannay (Cher)
Pour les articles homonymes, voir Bannay.
Bannay est une commune française située dans le département du Cher en région Centre-Val de Loire.

## Géographie

### Climat
Pour des articles plus généraux, voir Climat du Centre-Val de Loire et Climat du Cher.
En 2010, le climat de la commune est de type climat océanique dégradé des plaines du Centre et du Nord, selon une étude du CNRS s'appuyant sur une série de données couvrant la période 1971-2000. En 2020, Météo-France publie une typologie des climats de la France métropolitaine dans laquelle la commune est exposée à un climat océanique altéré et est dans la région climatique  Centre et contreforts nord du Massif Central, caractérisée par un air sec en été et un bon ensoleillement. 
Pour la période 1971-2000, la température annuelle moyenne est de 10,9 °C, avec une amplitude thermique annuelle de 15,6 °C. Le cumul annuel moyen de précipitations est de 725 mm, avec 11,2 jours de précipitations en janvier et 7,4 jours en juillet. Pour la période 1991-2020, la température moyenne annuelle observée sur la station météorologique la plus proche, située sur la commune de Léré à 9 km à vol d'oiseau, est de 11,6 °C et le cumul annuel moyen de précipitations est de 710,5 mm,. Pour l'avenir, les paramètres climatiques de la commune estimés pour 2050 selon différents scénarios d'émission de gaz à effet de serre sont consultables sur un site dédié publié par Météo-France en novembre 2022.

## Urbanisme

### Typologie
Au 1er janvier 2024, Bannay est catégorisée commune rurale à habitat dispersé, selon la nouvelle grille communale de densité à 7 niveaux définie par l'Insee en 2022.
Elle est située hors unité urbaine. Par ailleurs la commune fait partie de l'aire d'attraction de Cosne-Cours-sur-Loire, dont elle est une commune de la couronne,. Cette aire, qui regroupe 30 communes, est catégorisée dans les aires de moins de 50 000 habitants,.

### Occupation des sols
L'occupation des sols de la commune, telle qu'elle ressort de la base de données européenne d’occupation biophysique des sols Corine Land Cover (CLC), est marquée par l'importance des forêts et milieux semi-naturels (45,3 % en 2018), une proportion identique à celle de 1990 (45,3 %). La répartition détaillée en 2018 est la suivante :
forêts (45,3 %), terres arables (25,2 %), prairies (12,4 %), zones urbanisées (5,9 %), zones agricoles hétérogènes (5,6 %), eaux continentales (2,4 %), cultures permanentes (2 %), espaces verts artificialisés, non agricoles (1,2 %).
L'évolution de l’occupation des sols de la commune et de ses infrastructures peut être observée sur les différentes représentations cartographiques du territoire : la carte de Cassini (XVIIIe siècle), la carte d'état-major (1820-1866) et les cartes ou photos aériennes de l'IGN pour la période actuelle (1950 à aujourd'hui).

### Risques majeurs
Le territoire de la commune de Bannay est vulnérable à différents aléas naturels : météorologiques (tempête, orage, neige, grand froid, canicule ou sécheresse), inondations, mouvements de terrains et séisme (sismicité très faible). Il est également exposé à deux risques technologiques, le transport de matières dangereuses et la rupture d'un barrage. Un site publié par le BRGM permet d'évaluer simplement et rapidement les risques d'un bien localisé soit par son adresse soit par le numéro de sa parcelle.

#### Risques naturels
Certaines parties du territoire communal sont susceptibles d’être affectées par le risque d’inondation par débordement de cours d'eau, notamment le canal latéral à la Loire et la Loire. La commune a été reconnue en état de catastrophe naturelle au titre des dommages causés par les inondations et coulées de boue survenues en 1982, 1986, 1993, 1999, 2001, 2002, 2003 et 2008,.

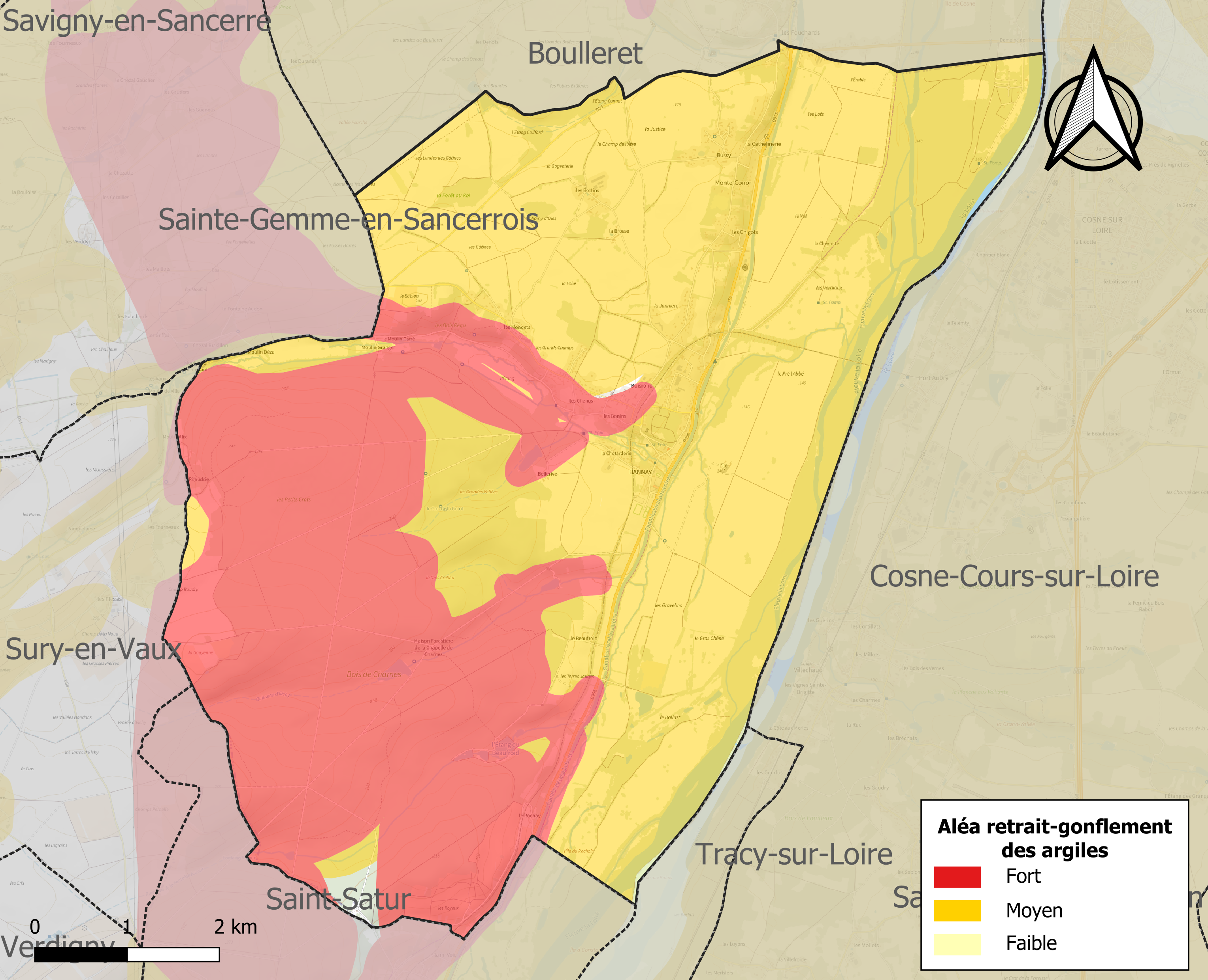
Carte des zones d'aléa retrait-gonflement des sols argileux de Bannay.

La commune est vulnérable au risque de mouvements de terrains constitué principalement du retrait-gonflement des sols argileux. Cet aléa est susceptible d'engendrer des dommages importants aux bâtiments en cas d’alternance de périodes de sécheresse et de pluie. 99,3 % de la superficie communale est en aléa moyen ou fort (90 % au niveau départemental et 48,5 % au niveau national). Sur les 527 bâtiments dénombrés sur la commune en 2019, 525 sont en aléa moyen ou fort, soit 100 %, à comparer aux 83 % au niveau départemental et 54 % au niveau national. Une cartographie de l'exposition du territoire national au retrait gonflement des sols argileux est disponible sur le site du BRGM,.
Concernant les mouvements de terrains, la commune a été reconnue en état de catastrophe naturelle au titre des dommages causés par la sécheresse en 1989, 1991, 2003, 2011, 2018, 2019 et 2020 et par des mouvements de terrain en 1999.

#### Risques technologiques
Le risque de transport de matières dangereuses sur la commune est lié à sa traversée par des infrastructures routières ou ferroviaires importantes ou la présence d'une canalisation de transport d'hydrocarbures. Un accident se produisant sur de telles infrastructures est en effet susceptible d’avoir des effets graves au bâti ou aux personnes jusqu’à 350 m, selon la nature du matériau transporté. Des dispositions d’urbanisme peuvent être préconisées en conséquence.
Une partie du territoire de la commune est en outre située en aval d'une digue. À ce titre elle est susceptible d’être touchée par l’onde de submersion consécutive à la rupture de cet ouvrage.

## Toponymie
Bannay (1793).

## Histoire
En 887, les chanoines de la basilique Saint-Martin de Tours échangent avec les frères de la basilique Saint-Julien de Brioude la villa de Marsat contre celle de Bannay. Bannay est par la suite confirmée parmi les possessions de Saint-Martin en 903, 919, 987.

## Politique et administration
| Période                                  | Période       | Identité                                | Étiquette | Qualité                          |
| ---------------------------------------- | ------------- | --------------------------------------- | --------- | -------------------------------- |
| Les données manquantes sont à compléter. |               |                                         |           |                                  |
| 1792                                     | 1795          | Louis Vatan                             |           |                                  |
| 1795                                     | 1796          | François Garçonnin                      |           |                                  |
| 1796                                     | 1799          | Pierre Joullin                          |           |                                  |
| 1799                                     | 1804          | Claude Garçonnin                        |           |                                  |
| 1804                                     | 1824          | Louis Vatan                             |           |                                  |
| 1824                                     | 1830          | Jacques Jolly de Bussy                  |           |                                  |
| 1831                                     | 1838          | Claude Garçonnin                        |           |                                  |
| 1839                                     | 1851          | Jean Marget                             |           |                                  |
| 1851                                     | juillet 1852  | François Ricard                         |           |                                  |
| 1852                                     | 1860          | Jean Marget                             |           |                                  |
| 1861                                     | 1870          | Etienne Boitier                         |           |                                  |
| septembre 1870                           | juin 1871     | Jean Briou                              |           |                                  |
| juillet 1871                             | 1888          | Georges Orye                            |           |                                  |
| 1888                                     | 1891          | Etienne Boitier                         |           |                                  |
| 1892                                     | avril 1892    | Jean Briou                              |           |                                  |
| mai 1892                                 | 1895          | Jean Vatan                              |           |                                  |
| avril 1895                               | mai 1896      | Louis Laporte                           |           |                                  |
| mai 1896                                 | 1901          | Alphonse de Couet de Lorry              |           |                                  |
| 1901                                     | décembre 1919 | Joseph Delaporte                        |           |                                  |
| 1919                                     | 1925          | Joseph Pantin de la Guere               |           |                                  |
| 1925                                     | 1932          | Joseph Delaporte                        |           |                                  |
| 1932                                     | 1945          | Henri Maurice                           |           |                                  |
| 1945                                     | 1947          | Gabriel Lafeuille                       |           |                                  |
| 1947                                     | 1959          | Henri Brault                            |           |                                  |
| 1959                                     | novembre 1970 | Guy de Bonneval                         |           |                                  |
| novembre 1970                            | mars 1971     | Gérard Moudurier                        |           |                                  |
| 1971                                     | janvier 1987  | Marcel Piveteau                         |           |                                  |
| mars 1987                                | février 1989  | Jeanne Salmon                           |           |                                  |
| mars 1989                                | mars 2014     | Michel Paye                             |           |                                  |
| mars 2014                                | mars 2020     | Jean-Pierre Jonsery                     |           | Retraité de la fonction publique |
| avril 2020                               | juillet 2020  | Jean Michel Garnier (Maire par intérim) |           | Retraité. Chargé d'affaires      |
| juillet 2020                             | en cours      | Alain André,                            |           | Ancien employé                   |

## Démographie
L'évolution du nombre d'habitants est connue à travers les recensements de la population effectués dans la commune depuis 1793. Pour les communes de moins de 10 000 habitants, une enquête de recensement portant sur toute la population est réalisée tous les cinq ans, les populations de référence des années intermédiaires étant quant à elles estimées par interpolation ou extrapolation. Pour la commune, le premier recensement exhaustif entrant dans le cadre du nouveau dispositif a été réalisé en 2004.

En 2022, la commune comptait 841 habitants, en évolution de −9,67 % par rapport à 2016 (Cher : −2,48 %, France hors Mayotte : +2,11 %).
| 1793 | 1800 | 1806 | 1821 | 1831 | 1836 | 1841 | 1846 | 1851 |
| ---- | ---- | ---- | ---- | ---- | ---- | ---- | ---- | ---- |
| 574  | 477  | 462  | 556  | 644  | 685  | 707  | 846  | 836  |

| 1856 | 1861 | 1866 | 1872 | 1876 | 1881 | 1886 | 1891  | 1896  |
| ---- | ---- | ---- | ---- | ---- | ---- | ---- | ----- | ----- |
| 900  | 946  | 894  | 897  | 876  | 919  | 921  | 1 332 | 1 007 |

| 1901 | 1906 | 1911 | 1921 | 1926 | 1931 | 1936 | 1946 | 1954 |
| ---- | ---- | ---- | ---- | ---- | ---- | ---- | ---- | ---- |
| 914  | 905  | 845  | 696  | 716  | 685  | 679  | 666  | 611  |

| 1962 | 1968 | 1975 | 1982 | 1990 | 1999 | 2004 | 2006 | 2009 |
| ---- | ---- | ---- | ---- | ---- | ---- | ---- | ---- | ---- |
| 655  | 673  | 737  | 785  | 766  | 771  | 742  | 752  | 781  |

| 2014 | 2019 | 2022 | - | - | - | - | - | - |
| ---- | ---- | ---- | - | - | - | - | - | - |
| 896  | 858  | 841  | - | - | - | - | - | - |

## Culture locale et patrimoine

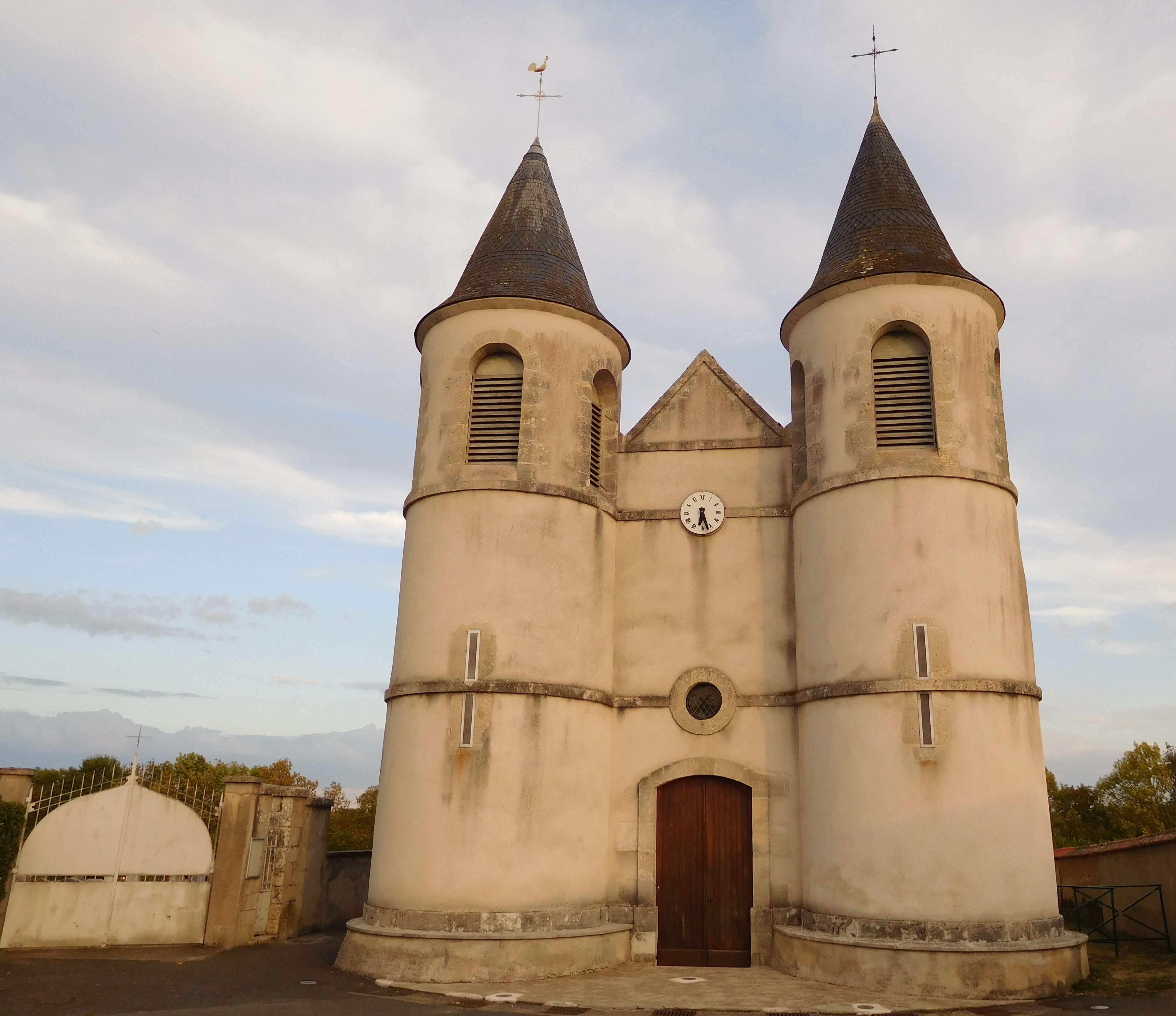
L'église Saint-Julien.

### Lieux et monuments
- L'église Saint-Julien.
- Le viaduc de Port-Aubry, pont ferroviaire franchissant la Loire.
- Le monument aux morts surmonté d'une croix de guerre.
- L'« île de Cosne », sur la commune, en rive gauche de la Loire où se situent un camping et un boulodrome.

### Personnalités liées à la commune
- Félix Béguinot (1836-1921), prélat français, ancien évêque de Nîmes, né dans la commune.
- Émile Fouchard (1902-1996), politicien français, ancien député de la IIIe République, né dans la commune.

### Héraldique
| Blason de Bannay | Les armes de Bannay se blasonnent ainsi : D’azur aux trois épis de blé d’or rangés en bande, à la bordure engrêlée cousue de gueules. |